# 0093 女王陛下の草刈正雄
『0093 女王陛下の草刈正雄』（ぜろぜろきゅうさん　じょおうへいかのくさかりまさお）は2007年10月13日に公開された日本映画。

## 概要
主演の草刈正雄が「実は世間のイメージである二枚目俳優を演じている諜報部員」という設定のコメディ映画で、007シリーズに代表されるスパイ映画のパロディとして製作された『オースティン・パワーズ』や『裸の銃を持つ男』などと同じ流れにある作品である。

## あらすじ
草刈正雄はダンディな二枚目俳優として知られるが、その正体は女王陛下の諜報部員・コードナンバー"0093"である。かつて芸能界に潜む悪の組織を壊滅すべく、駆け出しだった0093は無名の俳優「草刈正雄」として潜入捜査を行い組織は壊滅した。しかしその美男ぶりからあまりにも有名になりすぎたため、それを逆手に取って正体を隠すために芸能活動を続けていたのだ。もっとも、長らくスパイとしての活動が無かったために本人も忘れかけていた。
しかし、そんな彼に20年ぶりの新たな指令が下される。『イギリスの研究所から盗みだされ、日本のIT企業の社長・三輪嘉門が入手した「洗脳信号ディスク」を回収せよ。』というものだった。三輪は新たに開局するテレビ局を通じて視聴者を洗脳する事で、自らが独裁者となる事を目論んでいたのだ。0093は早速活動を開始したが、そんな彼の正体を暴くべく、日刊スポーツの女記者・霧島ハルキがスクープ狙いで追いかける。しかも「草刈正雄」の愛娘・麻有は父親の反対を押し切って女優を目指し、三輪のテレビ局のイメージガールに選ばれてしまう。
スパイとして、スターとして、更に父親として、0093=草刈正雄の戦いが始まる。

## キャスト
- 草刈正雄/0093 - 草刈正雄
- 三輪嘉門 - 嶋田久作
- 霧島ハルキ - 黒川芽以
- 草刈麻有 - 草刈麻有
- マネージャー - 彩輝なお
- 鈴木 - 諏訪太郎
- M - 森田正光
- 和田聰宏
- 唐橋充
- 水野晴郎

## スタッフ
- 監督 - 篠崎誠
- 脚本 - 加藤淳也
- プロデューサー - 丹羽多聞アンドリウ
- 製作 - BS-i（現在のBS-TBS）・TCエンタテインメント
- 上映時間 - 88分

## 主題歌
- 『コードネームは0093』
  - 歌 - 草刈正雄
  - 作曲 - 遠藤浩二
  - 作詞 - 丹羽多聞アンドリウ